# Louis Nels
Louis Nels (Neuerburg, 16 dicembre 1855 – Neuerburg, 13 novembre 1910) è stato un politico e diplomatico tedesco.

## Biografia
Dopo aver frequentato il liceo di Metz in Francia, Nels si laureò in Germania ed esercitò la professione di avvocato, per poi entrare nel servizio diplomatico. All'inizio del 1885 egli prestò servizio sotto il Commissario imperiale Ernst Heinrich Göring a Otjimbingwe, il quartier generale coloniale dei tedeschi nell'Africa Tedesca del Sud-Ovest. Nel 1890 divenne giudice coloniale e poco dopo sostituì Göring come Commissario imperiale. Nels mantenne la propria posizione dall'agosto del 1890 al marzo del 1891, quando gli succedette Curt von François.
Nel 1891 lasciò l'Africa e viaggiò in altri Paesi stranieri. Morì a Neuerburg, in Germania, il 13 novembre 1910.